# Грідасова Олександра Сергіївна
Гріда́сова Олекса́ндра Сергі́ївна (нар.5 липня 1995, Харків) — українська спортсменка, художня гімнастка. Багаторазова призерка універсіади в Казані.

## Спортивна кар'єра

### Універсіада 2013
На літній Універсіаді у Казані Олександра виступала у 3 групових дисциплінах разом з Оленою Дмитраш, Євгенію Гомон, Валерією Гудим, Світланою Прокоповою і Вікторією Мазур та завоювали срібну та дві бронзові нагороди.
Срібло вони здобули у командному багатоборстві набравши 32,599 балів, перше місце вибороли росіянки з результатом — 35,100.
Ще дві бронзові медалі Олександра зі своєю командою завоювали у групових вправах — з десятьма булавами (16,533), а також з трьома м'ячами і двома стрічками (16,200).

### 2015
На літній Універсіаді в м. Кванджу Олександра Грідасова у складі збірної України (разом із Євгенією Гомон, Валерією Гудим, Оленою Дмитраш та Анастасією Мульміною) завоювала золото у командних вправах із булавами та обручами і срібло - у командних вправах із стрічками та у командному багатоборстві.

### 2016
| Олімпіада | Дисципліна        | Місце |
| Ріо 2016  | командна першість | 7     |

## Державні нагороди
- Орден княгині Ольги III ст. (25 липня 2013) — за досягнення високих спортивних результатів на XXVII Всесвітній літній Універсіаді в Казані, виявлені самовідданість та волю до перемоги, піднесення міжнародного авторитету України[4]